# Vuelta a España 2024/18. Etappe
Die 18. Etappe der Vuelta a España 2024 fand am 5. September 2024 statt. Sie führte die 79. Austragung des spanischen Etappenrennens ins Baskenland. Der Start erfolgte in Vitoria-Gasteiz, ehe es über 179,3 hüglige Kilometer nach Maestu ging, wo sich das Ziel im Parque Natural de Izki befand. Nach der Etappe hatten die Fahrer 2931,6 Kilometer absolviert, was 88,8 % der Gesamtdistanz entspricht.
Den Etappensieg sicherte sich der Spanier Urko Berrade (Equipo Kern Pharma), der sich 5,6 Kilometer vor dem Ziel von der Ausreißergruppe absetzte und das Ziel als Solist mit einem Vorsprung von vier Sekunden erreichte. Dahinter belegten Mauro Schmid (Team Jayco AlUla) und Max Poole (Team dsm-firmenich PostNL) die weiteren Plätze. Ben O’Connor (Decathlon AG2R La Mondiale Team) verteidigte das Rote Trikot.

## Streckenverlauf
Nach dem offiziellen Start führte die Strecke über Nanclares de la Oca, Pobes und Espejo in Richtung Westen, ehe die Fahrtrichtung gen Süden drehte und wenig später um das östliche Miranda de Ebro führte. In Berganzo begann die Straße bei Kilometer 70,4 zu steigen und führte auf die Alto de Rivas de Tereso (940 m), wo bei Kilometer 81,5 eine Bergwertung der 2. Kategorie abgenommen wurde. Nach der anschließenden Abfahrt ging es von San Vicente de la Sonsierra entlang des Ebro nach Lapuebla de Labarca, bevor Laguardia durchfahren wurde und die Auffahrt auf den Puerto de Herrera (1100 m) begann. Dieser galt als Anstieg der 1. Kategorie und wurde 45 Kilometer vor dem Ziel überquert. Zudem wurden auf der Passhöhe Zeitbonifikationen vergeben. Nach der Abfahrt führte die Strecke bei Urizaharra in Richtung Osten und 21,8 Kilometer vor dem Ziel wurde in Villafría der einzige Zwischensprint ausgefahren. Im Finale ging es über die hüglige A-3136 und A-4124 durch den Parque Natural de Izki, bevor das Ziel in Maestu nach einer kurzen flachen Abfahrt erreicht wurde.
|                            | Ort                     | Kilometer | Länge (km) | Höhe (m) | Ø Steigung | max. Steigung |
| -------------------------- | ----------------------- | --------- | ---------- | -------- | ---------- | ------------- |
| neutralisierter Start      | Vitoria-Gasteiz         | -7,6      |            |          |            |               |
| offizieller Start          | N-102                   | 0         |            |          |            |               |
| Bergwertung (2. Kategorie) | Alto de Rivas de Tereso | 81,5      | 11,1       | 940      | 3,4 %      |               |
| Bergwertung (1. Kategorie) | Puerto de Herrera       | 134,3     | 5,6        | 1100     | 8,3 %      | 14 %          |
| Bonussprint                | Puerto de Herrera       | 134,3     |            |          |            |               |
| Zwischensprint             | Villafría               | 157,5     |            |          |            |               |
| Ziel                       | Maestu                  | 179,3     |            |          |            |               |

## Rennverlauf
Mit Corbin Strong (Israel-Premier Tech) ging ein Fahrer nicht an den Start der 18. Etappe. Nachdem sich zunächst keine Ausreißergruppe bildete, konnten sich nach rund 40 Kilometern 41 Fahrer vom Hauptfeld absetzen. In der Gruppe waren (geordnet nach dem bestplatzierten Fahrer pro Team) folgende Mannschaften vertreten: Alexander Wlassow, Roger Adrià, Nico Denz (alle Red Bull–Bora–Hansgrohe), Steven Kruijswijk, Attila Valter (beide Visma-Lease a Bike), Mattia Cattaneo, Mauri Vansevenant, Casper Pedersen (alle Soudal Quick-Step), Max Poole, Chris Hamilton, Pavel Bittner, Tim Naberman (alle dsm-firmenich PostNL), Harold Tejada, Gianmarco Garofoli, Nikolas Winokurow (alle Astana Qazaqstan), Ion Izagirre, Jesús Herrada (beide Cofidis), Stefan Küng (Groupama-FDJ), Marc Soler, Brandon McNulty, Filippo Baroncini (alle UAE Team Emirates), Jhonatan Narváez, Kim Heiduk (beide Ineos Grenadiers), Simon Guglielmi, Mathis Le Berre (beide Arkéa-B&B Hotels), Urko Berrade, Pablo Castrillo, Pau Miquel, Unai Iribar (alle Kern Pharma), Mathias Vacek (Lidl-Trek), Mauro Schmid (Jayco AlUla), Jonas Gregaard, Arjen Livyns, Thomas De Gendt (alle Lotto Dstny), James Shaw, Owain Doull (beide EF Education-EasyPost), Oier Lazkano, Jorge Arcas (beide Movistar), Kaden Groves (Alpecin-Deceuninck), Nadav Raisberg, Riley Sheehan (beide Israel-Premier Tech) und Jasha Sütterlin (Bahrain Victorious). Der bestplatzierte Alexander Wlassow wies einen Rückstand von rund 24 Minuten auf die Spitze der Gesamtwertung.
Da kein Fahrer der Euskaltel-Euskadi-Mannschaft in der Fluchtgruppe vertreten war, übernahm das spanische Team die Nachführarbeit und leis den Vorsprung der Ausreißer nicht auf mehr als drei Minuten anwachsen. Im Anstieg der Alto de Rivas de Tereso reduzierten sie den Rückstand auf rund zwei Minuten, ehe Mikel Bizkarra und Gotzon Martín (beide Euskaltel-Euskadi) angriffen. Die beiden versuchten gemeinsam mit anderen Fahrern die Lücke zu der Spitzengruppe zu schließen, was ihnen jedoch nicht gelang. Während Marc Soler die erste Bergwertung des Tages gewann und somit fünf Punkte gegenüber seinem Teamkollegen Jay Vine (UAE Team Emirates) aufholte, kehrte im Peloton allmählich Ruhe ein und der Vorsprung der Spitzengruppe begann stetig anzuwachsen.
In der Abfahrt von der Alto de Rivas de Tereso forcierte Stefan Küng das Tempo in der Spitzengruppe und setzte sich wenig später gemeinsam mit Mathias Vacek und Mauro Schmid von ihren früheren Fluchtgefährten ab. Das Trio erreichte den Fuß des Puerto de Herrera mit einem Vorsprung von wenigen Sekunden, ehe es wenig später gestellt wurde. Zugleich fielen die ersten Fahrer aus der neuformierten Spitzengruppe zurück. Marc Soler gewann auch die zweite Bergwertung und übernahm somit die Führung in der Sonderwertung. Im Anstieg hatten nur elf Fahrer dem Spanier folgen können, wobei die Spitzengruppe auf den nachfolgenden Kilometern wieder etwas anwuchs. Rund 20 Kilometer vor dem Ziel verlieben mit Alexander Wlassow, Steven Kruijswijk, Mattia Cattaneo, Max Poole, Ion Izagirre, Stefan Küng, Marc Soler, Urko Berrade, Pablo Castrillo, Pau Miquel, Mathias Vacek, Mauro Schmid und Oier Lazkano noch 13 Fahrer an der Spitze des Rennens. Urko Berrade gewann den Zwischensprint in Villafría, ehe er einer Attacke von Steven Kruijswijk folgte und den Niederländer wenig später 5,6 Kilometer vor dem Ziel in einem kurzen Anstieg distanzierte. Der Spanier absolvierte den verbliebenen Kilometer als Solist, ehe er mit einem Vorsprung von vier Sekunden für den dritten Etappensieg der Equipo Kern Pharma sorgte. Dahinter sprinteten Mauro Schmid und Pau Miquel auf die weiteren Plätze, wobei letzterer zurückversetzt wurde und Max Poole den dritten Etappenrang zugeschrieben bekam.
Im Hauptfeld forcierte die EF Eduaction-EasyPost-Mannschaft das Tempo im Anstieg des Puerto de Herrera, wodurch das Hauptfeld zerfiel. Nachdem Mikel Landa (Soudal Quick-Step), Adam Yates (UAE Team Emirates) und Sepp Kuss (Visma-Lease a Bike) distanziert worden waren und nur noch zwölf Fahrer in der Gruppe um das Rote Trikot verblieben, griff Richard Carapaz (EF Education-EasyPost) mehr als 40 Kilometer vor dem Ziel an. Der Ecuadorianer konnte jedoch zunächst keine weitere Selektion herbeiführen. Nach einer Tempoverschärfung durch Carlos Rodríguez (Ineos Grenadiers) trat Richard Carapaz kurz vor der Passhöhe erneut an und setzte sich gemeinsam mit Primož Roglič, Florian Lipowitz (beide Red Bull–Bora–Hansgrohe), Enric Mas (Movistar) und David Gaudu (Groupama-FDJ) von den restlichen Gesamtklassement-Fahrern ab. Auch der gesamtführende Ben O’Connor (Decathlon AG2R La Mondiale) befand sich nun in einer abgehängten Gruppe, die einen Rückstand von nur wenigen Sekunden aufwies. Der Gesamtvierte Mikel Landa hingegen erreichte die Passhöhe mit einem Rückstand von mehr als einer halben Minute. In der anschließenden Abfahrt erhielt Richard Carapaz die Unterstützung von James Shaw und Owain Doull, die sich beide aus der Ausreißergruppe zurückfallen lassen hatten. Obwohl das Duo ein hohes Tempo anschlug, konnte die Gruppe um Ben O’Connor die Lücke rund 35 Kilometer vor dem Ziel schließen. Im Anschluss blieb das Tempo in der Gruppe hoch, wodurch Mikel Landa, der zunächst keine Unterstützung durch seine vor ihm fahrenden Teamkollegen erhielt, weiter an Zeit verlor. Die Gruppe um das Rote Trikot erreichte das Ziel mit einem Rückstand von sechs Minuten und 40 Sekunden gegenüber dem Etappensieger. Mikel Landa, Adam Yates und Sepp Kuss verloren schlussendlich drei Minuten und 20 Sekunden.
Ben O’Connor verteidigte seine Gesamtführung und lag weiterhin fünf Sekunden vor Primož Roglič. Dahinter folgte nach wie vor Enric Mas mit einem Rückstand von einer Minute und 25 Sekunden. Hinter Richard Carapaz rutschte Mikel Landa vom fünften auf den zehnten Gesamtrang ab, womit er nun mehr als fünfeinhalb Minuten zurücklag. Carlos Rodríguez verteidigte die Führung in der Nachwuchswertung und schob sich hinter David Gaudu auf den sechsten Gesamtrang. Marc Soler übernahm die Führung in der Bergwertung und lag nun einen Punkt vor seinem Teamkollegen Jay Vine. Weiters wurde der Spanier zum aktivsten Fahrer gewählt. In der Punktewertung verteidigte Kaden Groves seine Führung. Das UAE Team Emirates blieb an der Spitze der Mannschaftswertung, während mit Rein Taaramäe (Intermarché-Wanty) nur ein Starter nicht im Ziel ankam. Somit verblieben noch 139 Fahrer im Rennen.

## Ergebnis
| \| Etappenergebnis \| Etappenergebnis \| Etappenergebnis \| Etappenergebnis \| Etappenergebnis \| \| Fahrer \| Fahrer \| Land \| Team \| Zeit \| \| --------------- \| ----------------- \| ---------------------- \| -------------------------- \| --------------- \| \| 1. \| Urko Berrade \| Spanien \| Equipo Kern Pharma \| 4 h 00 min 52 s \| \| 2. \| Mauro Schmid \| Schweiz \| Team Jayco AlUla \| + 4 s \| \| 3. \| Max Poole \| Vereinigtes Königreich \| Team dsm-firmenich PostNL \| + 4 s \| \| 4. \| Alexander Wlassow \| Neutrales Banner \| Red Bull-Bora-Hansgrohe \| + 4 s \| \| 5. \| Oier Lazkano \| Spanien \| Movistar Team \| + 4 s \| \| 6. \| Ion Izagirre \| Spanien \| Cofidis \| + 4 s \| \| 7. \| Mathias Vacek \| Tschechien \| Lidl-Trek \| + 4 s \| \| 8. \| Pablo Castrillo \| Spanien \| Equipo Kern Pharma \| + 4 s \| \| 9. \| Pau Miquel \| Spanien \| Equipo Kern Pharma \| + 4 s \| \| 10. \| Steven Kruijswijk \| Niederlande \| Team Visma \\| Lease a Bike \| + 11 s \| |                   |                        |                            |                 |
| |                   |                        |                            |                 |
| Quelle: ProCyclingStats |                   |                        |                            |                 |
| Etappenergebnis |                   |                        |                            |                 |
| Fahrer | Fahrer            | Land                   | Team                       | Zeit            |
| 1. | Urko Berrade      | Spanien                | Equipo Kern Pharma         | 4 h 00 min 52 s |
| 2. | Mauro Schmid      | Schweiz                | Team Jayco AlUla           | + 4 s           |
| 3. | Max Poole         | Vereinigtes Königreich | Team dsm-firmenich PostNL  | + 4 s           |
| 4. | Alexander Wlassow | Neutrales Banner       | Red Bull-Bora-Hansgrohe    | + 4 s           |
| 5. | Oier Lazkano      | Spanien                | Movistar Team              | + 4 s           |
| 6. | Ion Izagirre      | Spanien                | Cofidis                    | + 4 s           |
| 7. | Mathias Vacek     | Tschechien             | Lidl-Trek                  | + 4 s           |
| 8. | Pablo Castrillo   | Spanien                | Equipo Kern Pharma         | + 4 s           |
| 9. | Pau Miquel        | Spanien                | Equipo Kern Pharma         | + 4 s           |
| 10. | Steven Kruijswijk | Niederlande            | Team Visma \| Lease a Bike | + 11 s          |

## Gesamtstände
| \| Gesamtwertung \| Gesamtwertung \| Gesamtwertung \| Gesamtwertung \| Gesamtwertung \| \| Fahrer \| Fahrer \| Land \| Team \| Zeit \| \| ------------- \| ----------------- \| ------------- \| -------------------------- \| ---------------- \| \| 1. \| Ben O’Connor \| Australien \| Decathlon-AG2R La Mondiale \| 72 h 48 min 46 s \| \| 2. \| Primož Roglič \| Slowenien \| Red Bull-Bora-Hansgrohe \| + 5 s \| \| 3. \| Enric Mas \| Spanien \| Movistar Team \| + 1 min 25 s \| \| 4. \| Richard Carapaz \| Ecuador \| EF Education-EasyPost \| + 1 min 46 s \| \| 5. \| David Gaudu \| Frankreich \| Groupama-FDJ \| + 3 min 48 s \| \| 6. \| Carlos Rodríguez \| Spanien \| Ineos Grenadiers \| + 3 min 53 s \| \| 7. \| Mattias Skjelmose \| Dänemark \| Lidl-Trek \| + 4 min 00 s \| \| 8. \| Florian Lipowitz \| Deutschland \| Red Bull-Bora-Hansgrohe \| + 4 min 27 s \| \| 9. \| Pavel Sivakov \| Frankreich \| UAE Team Emirates \| + 5 min 19 s \| \| 10. \| Mikel Landa \| Spanien \| Soudal Quick-Step \| + 5 min 38 s \| |                   |             |                            |                  |
| |                   |             |                            |                  |
| Quelle: ProCyclingStats |                   |             |                            |                  |
| Gesamtwertung |                   |             |                            |                  |
| Fahrer | Fahrer            | Land        | Team                       | Zeit             |
| 1. | Ben O’Connor      | Australien  | Decathlon-AG2R La Mondiale | 72 h 48 min 46 s |
| 2. | Primož Roglič     | Slowenien   | Red Bull-Bora-Hansgrohe    | + 5 s            |
| 3. | Enric Mas         | Spanien     | Movistar Team              | + 1 min 25 s     |
| 4. | Richard Carapaz   | Ecuador     | EF Education-EasyPost      | + 1 min 46 s     |
| 5. | David Gaudu       | Frankreich  | Groupama-FDJ               | + 3 min 48 s     |
| 6. | Carlos Rodríguez  | Spanien     | Ineos Grenadiers           | + 3 min 53 s     |
| 7. | Mattias Skjelmose | Dänemark    | Lidl-Trek                  | + 4 min 00 s     |
| 8. | Florian Lipowitz  | Deutschland | Red Bull-Bora-Hansgrohe    | + 4 min 27 s     |
| 9. | Pavel Sivakov     | Frankreich  | UAE Team Emirates          | + 5 min 19 s     |
| 10. | Mikel Landa       | Spanien     | Soudal Quick-Step          | + 5 min 38 s     |

| Punktewertung | Punktewertung   | Punktewertung          | Punktewertung             | Punktewertung |
| Fahrer        | Fahrer          | Land                   | Team                      | Punkte        |
| ------------- | --------------- | ---------------------- | ------------------------- | ------------- |
| 1.            | Kaden Groves    | Australien             | Alpecin-Deceuninck        | 226 P.        |
| 2.            | Pablo Castrillo | Spanien                | Equipo Kern Pharma        | 117 P.        |
| 3.            | Max Poole       | Vereinigtes Königreich | Team dsm-firmenich PostNL | 108 P.        |
| 4.            | Max Poole       | Vereinigtes Königreich | Team dsm-firmenich PostNL | 106 P.        |
| 5.            | Mathias Vacek   | Tschechien             | Lidl-Trek                 | 100 P.        |
| 6.            | Marc Soler      | Spanien                | UAE Team Emirates         | 98 P.         |
| 7.            | Harold Tejada   | Kolumbien              | Astana Qazaqstan Team     | 95 P.         |
| 8.            | Mauro Schmid    | Schweiz                | Team Jayco AlUla          | 89 P.         |
| 9.            | Stefan Küng     | Schweiz                | Groupama-FDJ              | 79 P.         |
| 10.           | Pau Miquel      | Spanien                | Equipo Kern Pharma        | 79 P.         |

| Bergwertung | Bergwertung       | Bergwertung            | Bergwertung               | Bergwertung |
| Fahrer      | Fahrer            | Land                   | Team                      | Punkte      |
| ----------- | ----------------- | ---------------------- | ------------------------- | ----------- |
| 1.          | Marc Soler        | Spanien                | UAE Team Emirates         | 57 P.       |
| 2.          | Jay Vine          | Australien             | UAE Team Emirates         | 56 P.       |
| 3.          | Pablo Castrillo   | Spanien                | Equipo Kern Pharma        | 37 P.       |
| 4.          | Filippo Zana      | Italien                | Team Jayco AlUla          | 27 P.       |
| 5.          | Marco Frigo       | Italien                | Israel-Premier Tech       | 26 P.       |
| 6.          | Alexander Wlassow | Neutrales Banner       | Red Bull-Bora-Hansgrohe   | 25 P.       |
| 7.          | Adam Yates        | Vereinigtes Königreich | UAE Team Emirates         | 22 P.       |
| 8.          | Mauro Schmid      | Schweiz                | Team Jayco AlUla          | 20 P.       |
| 9.          | Max Poole         | Vereinigtes Königreich | Team dsm-firmenich PostNL | 19 P.       |
| 10.         | Primož Roglič     | Slowenien              | Red Bull-Bora-Hansgrohe   | 18 P.       |

| Nachwuchswertung | Nachwuchswertung       | Nachwuchswertung       | Nachwuchswertung           | Nachwuchswertung  |
| Fahrer           | Fahrer                 | Land                   | Team                       | Zeit              |
| ---------------- | ---------------------- | ---------------------- | -------------------------- | ----------------- |
| 1.               | Carlos Rodríguez       | Spanien                | Ineos Grenadiers           | 72 h 52 min 39 s  |
| 2.               | Mattias Skjelmose      | Dänemark               | Lidl-Trek                  | + 7 s             |
| 3.               | Florian Lipowitz       | Deutschland            | Red Bull-Bora-Hansgrohe    | + 34 s            |
| 4.               | Max Poole              | Vereinigtes Königreich | Team dsm-firmenich PostNL  | + 1 h 05 min 38 s |
| 5.               | Matthew Riccitello     | Vereinigte Staaten     | Israel-Premier Tech        | + 1 h 07 min 26 s |
| 6.               | Giovanni Aleotti       | Italien                | Red Bull-Bora-Hansgrohe    | + 1 h 31 min 26 s |
| 7.               | Valentin Paret-Peintre | Frankreich             | Decathlon-AG2R La Mondiale | + 1 h 32 min 04 s |
| 8.               | Isaac Del Toro         | Mexiko                 | UAE Team Emirates          | + 1 h 35 min 23 s |
| 9.               | Mauri Vansevenant      | Belgien                | Soudal Quick-Step          | + 1 h 36 min 55 s |
| 10.              | Junior Lecerf          | Belgien                | Soudal Quick-Step          | + 1 h 45 min 22 s |

| Mannschaftswertung | Mannschaftswertung         | Mannschaftswertung           | Mannschaftswertung |
| Team               | Team                       | Land                         | Zeit               |
| ------------------ | -------------------------- | ---------------------------- | ------------------ |
| 1.                 | UAE Team Emirates          | Vereinigte Arabische Emirate | 217 h 49 min 31 s  |
| 2.                 | Red Bull-Bora-Hansgrohe    | Deutschland                  | + 44 min 46 s      |
| 3.                 | Decathlon-AG2R La Mondiale | Frankreich                   | + 1 h 28 min 40 s  |
| 4.                 | Team Visma \| Lease a Bike | Niederlande                  | + 1 h 39 min 12 s  |
| 5.                 | Groupama-FDJ               | Frankreich                   | + 2 h 02 min 25 s  |
| 6.                 | Soudal Quick-Step          | Belgien                      | + 2 h 08 min 50 s  |
| 7.                 | Lidl-Trek                  | Vereinigte Staaten           | + 2 h 19 min 13 s  |
| 8.                 | Ineos Grenadiers           | Vereinigtes Königreich       | + 2 h 32 min 08 s  |
| 9.                 | Equipo Kern Pharma         | Spanien                      | + 2 h 34 min 32 s  |
| 10.                | Movistar Team              | Spanien                      | + 2 h 37 min 21 s  |

## Ausgeschiedene Fahrer
- Corbin Strong (Israel-Premier Tech) ging nicht an den Start
- Rein Taaramäe (Intermarché-Wanty) gab die Etappe krankheitsbedingt auf[2]